# Willy Puchner
Willy Puchner (Mistelbach an der Zaya, Baixa Áustria, 15 de março de 1952) é um fotógrafo e desenhista austríaco.

## Vida
Willy Puchner, filho de um casal de fotógrafos, nasceu e cresceu em Mistelbach an der Zaya no estado de Niederösterreich/Áustria. Entre 1967 e 1974 ele estudou fotografia no colégio de arte "Höhere Graphische Lehr- und Versuchsanstalt“ em Viena. Após graduação ensinou no mesmo colégio. Desde 1978 trabalha como fotógrafo autónomo, desenhista, artista e escritor. Entre 1983 e 1988 ele estudou filosofia, jornalismo, história e sociologia. Em 1988 escreveu sua monografia sobre filosofia social chamada "Über Private Fotografie“ (sobre fotografia pessoal) e graduou no mesmo ano. Desde 1989 trabalha para o jornal Wiener Zeitung.
Willy Puchner ficou famoso com o projeto "Die Sehnsucht der Pinguine“ (a saudade dos pinguins). Ele viajou com dois pinguins feitos de poliéster chamados Joe e Sally por quatro anos, visitando os lugares da sua e nossa saudade: o mar e o deserto, Nova York, Sydney, Beijing e Paris, as cidades de Veneza, Tokyo, Honolulu e Cairo, para tirar fotos deles nessas localidades. Com os pinguins nas fotos, o conhecido e mil vezes fotografado se torna em algo novo e desconhecido. Freddy Langer comentou o projeto no jornal alemão Frankfurter Allgemeinen Zeitung:“Ele botou os dois diante de pontos turísticos como se fossem turistas - e tirou fotos deles. Assim ele criou talvez o álbum de fotos de viagens mais bonito do século vinte: 'Die Sehnsucht der Pinguine'. (FAZ de 8. de março 2001)
Willy Puchner trabalhou muito com pessoas idosas, assim criando os projetos , "Die 90-jährigen“ (os de 90 anos), "Dialog mit dem Alter“ (diálogo com a idade), "Lebensgeschichte und Fotografie“ (história da vida e fotografia)  e "Liebe im Alter“ (amor na idade).

## Exposições
- Museum Moderner Kunst, Viena
- Künstlerhaus, N.Ö. Galerie, Viena
- Museum des 20. Jahrhundert, Viena
- Österreichisches Fotomuseum, Bad Ischl
- Steirischer Herbst, Graz
- Berlin, Braunschweig, Bremen, München
- Norfolk, Washington, (USA), Bombay (Índia), Beirut (Libano)
- Tokyo, Osaka, Oita, Nagoya e Sapporo

## Obras
- Bäume, 1980, (com um texto de Henry David Thoreau), ISBN 3-85447-271-4
- Zum Abschied, zur Wiederkehr, 1981 (com um texto de Hermann Hesse), ISBN 3-20601-222-8
- Gestaltung mit Licht, Form und Farbe, 1981, ISBN 3-87467-207-7
- Bilder österreichischer Städte, (com um texto de Harald Sterk), 1982, ISBN 3-21701-262-3
- Strahlender Untergang, (com um texto de Christoph Ransmayr), 1982, ISBN 3-85447-006-1
- Andalusien, (com um texto de Walter Haubrich), 1983, ISBN 3-7658-0420-7
- Bilder österreichischer Landschaft, (com um texto de Harald Sterk), 1983, ISBN 3-21701-189-9
- Die Wolken der Wüste, 1983 (com um texto de Manfred Pichler), ISBN 3-89416-150-7
- Dorf-Bilder, 1983, ISBN 3-21800-387-3
- Zugvögel seit jeher, 1983, (com um texto de Erich Hackl), ISBN 3-21024-848-6
- Das Herz des Himmels, 1985, (com um texto de Erich Hackl), ISBN 3-21024-813-3
- Die Sehnsucht der Pinguine, 1992, ISBN 3-44617-200-9
- Ich bin ..., 1997, ISBN 3-79182-910-6
- Tagebuch der Natur, 2001, ISBN 3-85326-244-9
- Flughafen. Eine eigene Welt, 2003, ISBN 3-85326-277-5
- Die Sehnsucht der Pinguine, nova edição revista, 2004, ISBN 3-89405-518-9
- Illustriertes Fernweh. Vom Reisen und nach Hause kommen, 2006,.ISBN 3-89405-389-5
- Wien. Vergnügen und Melancholie, 2008, ISBN 3-85033-159-8

## Publicações nas revistas
Extrablatt, konkret, Stern, Geo, Life (USA), Corriere della Sera (Italia), Marco Polo (Japan), Universum (Áustria), Falter, Wiener Zeitung, u.v.a.